# Négation de la Shoah
La négation de la Shoah est une forme de négationnisme remettant en cause le génocide commis à l'égard des Juifs par l'Allemagne nazie durant la Seconde Guerre mondiale. Elle est généralement défendue par des militants d'extrême droite, voire néonazis, et par certains groupuscules de l'ultragauche. Elle est aussi promue par des personnalités et organisations politiques dans les pays musulmans. Selon Valérie Igounet, son ressort primordial est l'antisémitisme.
Cette idéologie, qui se présente elle-même comme une « méthode historique » alternative à l'« histoire officielle », est en réalité une « négation de l'histoire » et est en conséquence condamnée par la totalité des historiens.
Le négationnisme consiste ainsi à prétendre, notamment par la négation de l'existence des chambres à gaz ou de la volonté d'extermination des Juifs d'Europe par les nazis, que la réalité (ou le contexte) de ces crimes relèverait du mythe. L'idée d'un complot juif destiné à propager la croyance dans la Shoah, ou d'un complot juif à l'origine du conflit dont ils ont été victimes, est souvent (mais pas invariablement) l'un des moteurs de cette argumentation.

## Thèses négationnistes
Les différentes thèses négationnistes relatives aux évènements de la Seconde Guerre mondiale remettent en cause l'existence du génocide et de la volonté planifiée d'extermination des juifs d'Europe par les nazis. Cette remise en cause va de la contestation du nombre ou de la nature des victimes (victimes militaires, et non civiles) à l'existence même des chambres à gaz ou des camps d'extermination.
Par la manipulation et la falsification des documents (textes, photographies) produits par les acteurs et les témoins de la « solution finale » et le rejet des preuves matérielles, les négationnistes (qui se nomment eux-mêmes révisionnistes, en référence à la démarche des historiens) affirment notamment tout ou partie des assertions suivantes :
- aucun ordre ne fut donné en haut lieu pour l'extermination des Juifs[6] ;
- il n'y a pas eu de plan pour mener à bien une telle extermination ;
- il n'y avait ni organisation ni budget pour mener à bien un tel ordre ;
- il n'y avait pas dans les camps d'extermination de matériels suffisamment efficaces (gaz, fours, combustible), et sûrs pour les bourreaux, qui permettent de tuer en masse, et donc pas de chambres à gaz[7] ;
- la capacité des crématoires n'était pas suffisante pour faire disparaître les millions de corps ;
- le chiffre de six millions de morts est largement exagéré, les négationnistes parlent de 200 000 à un million de morts, y compris les morts naturelles, précisent-ils encore[8] ;
- la mort de juifs est imputable aux seules causes d'hygiène (typhus) et d'épuisement des prisonniers en camps de concentration et aux bombardements des Alliés (bombardements des trains, des routes, des camps, des usines, etc.) ;
- les juifs, hors les problèmes d'hygiène et de nutrition liés à la guerre (et dont les nazis eux-mêmes auraient souffert) étaient relativement bien traités (pour certains, il ne s'agirait que de camps de travaux forcés) ;
- il n'y a pas eu de camp d'extermination ;
- l'Allemagne nazie ne porte pas la responsabilité de la Seconde Guerre mondiale[9] et les assassinats de juifs ont été dans certains cas des représailles légitimes[10] ;
- les crimes de guerre de l'URSS stalinienne sont plus graves que les crimes nazis (qui donc relativement étaient des crimes de guerre comme il y en a souvent)[11] ;
- le génocide est une invention de la propagande alliée, principalement juive ou sioniste[9].

Au milieu des thèses négationnistes, on trouve souvent l'argument consistant à accuser les Juifs d'être d'une façon ou d'une autre responsables du déclenchement de la Seconde Guerre mondiale. Cet argument ne peut cependant pas être qualifié de « négationniste », car le négationnisme porte « sur la réalité du crime », non sur la responsabilité ou les excuses des auteurs et/ou des complices. Il sert toutefois à justifier une prétendue légitime défense des nazis contre les Juifs.
Voici un exemple de rhétorique négationniste, traduite (et légèrement abrégée) par Pierre Vidal-Naquet :

« Le IIIe Reich voulait l'émigration des Juifs, non leur liquidation. S'il avait voulu les liquider il n'y aurait pas en Israël 500 000 survivants des camps de concentration [chiffre imaginaire] touchant des indemnités allemandes pour des persécutions imaginaires. Pas un seul juif n'a été « gazé » dans un camp de concentration. Il y avait dans ces camps des fours crématoires pour brûler les cadavres de ceux qui étaient morts pour une raison quelconque et, particulièrement, à la suite des raids génocidaires des bombardiers anglo-américains. La majorité des juifs qui moururent dans les pogroms et ceux qui ont disparu et dont la trace n'a pas été retrouvée sont morts dans des territoires contrôlés par l'URSS, non par l'Allemagne. La majorité des juifs qui sont supposés avoir été tués par les Allemands étaient des éléments subversifs, des partisans, des espions et des criminels et aussi, souvent, des victimes de représailles malheureuses, mais conformes au droit international… »

— Austin J. App, Journal of Historical Review.

## Justifications données au «discours officiel»
En général, les négationnistes présentent les thèses des historiens sur le génocide nazi comme de la propagande au profit d'un nouvel ordre mondial qui a suivi la Seconde Guerre mondiale, ordre mondial qui aurait profité, selon eux, à l'État d'Israël. Il s'agit donc d'une théorie du complot de nature antisémite, comparable à la propagande diffusée par les Protocoles des Sages de Sion. Cette théorie du complot soutient également la thèse que les Juifs ont commencé à inventer la Shoah pendant la guerre, prévoyant la création d'un État qui pourrait tirer profit du sentiment de culpabilité qu'éprouverait le monde occidental devant l'ampleur des massacres. Le mobile des Juifs (de la « juiverie internationale ») serait donc l'argent, par le paiement des indemnités que l'Allemagne a versé après la guerre et la création d'un État juif. L'idéologie antisémite se mêle ainsi, et notamment dans les pays musulmans et au sein de l'ultragauche, à l'antisionisme comme justification du négationnisme.

## Procédés du négationnisme
Dans le champ de la recherche historique, les arguments avancés par les négationnistes ont été unanimement disqualifiés et beaucoup d'historiens considèrent que la simple discussion de ces thèses est une perte d'énergie. En fait d'arguments, tous les travaux menés sur cette question mettent en lumière l'emploi de simples mensonges, d'une méthode hypercritique, tout comme la dissimulation d'information (ou mensonge par omission) et la falsification de documents ou de citations. Sont présentés ci-après les critiques faites par les historiens ayant déconstruit les travaux négationnistes.

### Mensonges
L'information donnée par les négationnistes est la plupart du temps simplement fausse, par exemple le nombre de victimes de la Shoah qui aurait été en permanence revu à la baisse par ceux que les négationnistes se plaisent à appeler les « historiens officiels ». Les négationnistes citent, par exemple, l'évaluation du nombre de victimes juives au camp d'Auschwitz-Birkenau, qui était selon eux de quatre millions (sur les six millions au total) jusqu'en 1995 et qui aurait été revu à la baisse à un million cinq cent mille.
La réalité est cependant qu'aucun historien n'a jamais avancé le chiffre de quatre millions, qui était mentionné seulement sur une plaque apposée par les autorités communistes (soviétiques puis polonaises). Ce chiffre était issu d'un calcul effectué en 1945 et visait l'ensemble des victimes du camp (le mot « juif » n'apparaît que rarement dans l'évocation par les Soviétiques et les Polonais de quatre millions de victimes à Auschwitz).
Il n'y a donc jamais eu de chiffre de victimes juives revu à la baisse dans la proportion que prétendent les négationnistes. Les chiffres donnés par les historiens pour les victimes juives pour Birkenau ont toujours varié entre 1 et 2 millions, et se basaient sur les documents et témoignages disponibles (dès 1946, Rudolf Höss, commandant d'Auschwitz, donnait un chiffre de 1,13 million).
Les négationnistes prétendent qu'aucun ordre ne fut donné en haut lieu pour l'extermination des Juifs. Les preuves du contraire sont cependant jugées abondantes par nombre d'historiens :
- Exemple d'un rapport : Hitler a reçu en décembre 1942 un rapport d'Heinrich Himmler établissant que 363 211 juifs avaient été assassinés d'août à novembre 1942[20].
- Rudolf Höss, commandant d'Auschwitz : « Selon la volonté d'Himmler, Auschwitz était destiné à devenir le plus grand camp d'extermination de toute l'histoire de l'humanité. Au cours de l'été 1941, lorsqu'il me donna personnellement l'ordre de préparer à Auschwitz une installation destinée à l'extermination de masse et me chargea moi-même de cette opération […] »[21].

Les négationnistes dissertent sur l'antisémitisme d'Hitler et font également fi des déclarations de ce dernier, qui montrent qu'il nourrissait dès le début de sa carrière politique un fantasme d'assassinat des Juifs, qui s'est transformé en projet. De la même façon, contrairement à ce que prétendent les négationnistes, de nombreux documents contemporains illustrent la politique d'extermination menée à bien par les nazis contre les Juifs, et l'on dispose de toute une litanie de déclarations et témoignages contemporains sur la volonté d'extermination des nazis et sur le déroulement du génocide.
Dernier exemple tiré des obsessions technicistes des négationnistes : ils prétendent que la capacité des crématoires n'était pas suffisante pour faire disparaître les millions de corps. Les preuves du contraire sont les suivantes : les négationnistes se fondent sur la capacité de crématoires commerciaux destinés à un usage individuel. Outre les fosses crématoires, les fours nazis sont des crématoires militaro-industriels. En 1939, la firme Topf und Söhne a gagné un contrat pour construire un fourneau à Dachau, qui avait une capacité estimée d'un corps par heure et par moufle (fois deux moufles). En augmentant la pression de l'air, en juillet 1940, ils avaient fabriqué un fourneau capable de brûler un peu moins de deux corps par heure et par moufle (fois deux moufles, de nouveau). Il nécessitait trois heures d'entretien par jour. Un calcul théorique montre qu'à Auschwitz, les crématoires – plus nombreux – construits sur ces principes, auraient suffi dans une hypothèse de rendement maximal (c'est-à-dire sans arrêt pour entretien) pour brûler 1,7 million de corps entre avril 1943 et novembre 1944.

### Méthode hypercritique
(février 2020).
La méthode hypercritique consiste à « monter en épingle » des faits exacts, mais insignifiants ou isolés, pour en tirer des conclusions qui vont à l'encontre de ce que l'examen de l'ensemble des faits connus implique.
S'il est prouvé qu'une personne s'est trompée ou a été peu précise lorsqu'elle témoignait sur les chambres à gaz, certains négationnistes présenteront ce fait comme une preuve que tout le témoignage est mensonger, puis par extension que tous les témoins mentent ou se trompent. C'est la « théorie des dominos ».
Dans le même ordre d'idées, une critique négationniste du Journal d'Anne Frank est basée sur le fait qu'il contient des pages écrites au stylo à bille, alors que les stylos à bille ne se sont répandus qu'après la guerre. Cette critique passe sous silence le fait, bien connu par les experts ayant analysé le journal, qu'Otto Frank, le père d'Anne, avait apporté des corrections au stylo à bille et que des feuilles volantes, écrites au stylo à bille, avaient été insérées postérieurement dans le journal par quelqu'un d'autre qu'Anne. Les textes rédigés par Anne et authentifiés comme tels ne sont cependant jamais écrits au stylo à bille.

### Dissimulation d'information et d'éléments de réfutation
(février 2020).
La méthode hypercritique, qui tend à isoler de leur contexte les faits analysés, atteint son paroxysme dans l'occultation de sources contradictoires. Les négationnistes écartent ainsi les faits positifs réfutant objectivement leurs arguments. L'occultation par les négationnistes des conclusions des travaux de Jean-Claude Pressac est ici emblématique.
Un procédé particulièrement habile consiste à dissimuler un élément à charge, puis à y substituer un second, anodin. Par exemple, les négationnistes affirment que les portes des « prétendues » chambres à gaz étaient trop peu solides et peu étanches pour résister au gaz et à la pression d'une foule essayant de s'échapper. À l'appui de cette thèse, les négationnistes présentent des photos de portes de chambres d'épouillage, c'est-à-dire des locaux qui ne servaient pas à l'assassinat d'êtres humains. En fait, aucune chambre à gaz n'est demeurée dans son état original et il n'y a guère de moyen de déterminer exactement comment ces portes étaient en réalité. Pourtant, une porte découverte dans le dépôt de matériel de Birkenau nous en donne une idée : elle est massive, renforcée de barreaux en fer, et le judas est protégé depuis l'intérieur par une grille de métal (le verre du judas est ainsi protégé de tout coup porté de l'intérieur).

### Résumé des méthodes négationnistes selon Pierre Vidal-Naquet
La négation de la Shoah est définie par l'historien Pierre Vidal-Naquet comme « dans notre société de représentation et de spectacle, une tentative d'extermination sur le papier qui relaie l'extermination réelle ». Pierre Vidal-Naquet résume ainsi les méthodes employées par les négationnistes :
1. Tout témoignage direct apporté par un juif est un mensonge ou une fabulation.
2. Tout témoignage, tout document antérieur à la Libération est un faux ou est ignoré ou est traité de « rumeur ».
3. Tout document, en général, qui nous renseigne de première main sur les méthodes des nazis est un faux ou un document trafiqué.
4. Tout document nazi apportant un témoignage direct est pris à sa valeur nominale s'il est écrit en langage codé, mais ignoré (ou sous-interprété) s'il est écrit en langage direct.
5. Tout témoignage nazi postérieur à la fin de la guerre, qu'il soit porté dans un procès à l'Est ou à l'Ouest, à Varsovie ou à Cologne, à Jérusalem ou à Nuremberg, en 1945 ou en 1963, est considéré comme obtenu sous la torture ou par intimidation.
6. Tout un arsenal pseudo-technique est mobilisé pour montrer l'impossibilité matérielle du gazage massif (voir ci-dessous, section suivante).
7. Enfin et surtout tout ce qui peut rendre convenable, croyable, cette épouvantable histoire, marquer l'évolution, fournir des termes de comparaison politique, est ignoré ou falsifié.

## Condamnation du négationnisme par les historiens
Le négationnisme est unanimement condamné par les historiens.

## Spécificité des négationnismes à l'échelle internationale

### Condamnation par l'ONU
Le 26 janvier 2007, l'Assemblée générale des Nations unies a adopté, par consensus, la résolution 61/255, présentée par les États-Unis au nom des 103 co-auteurs, condamnant le déni de l'Holocauste en ces termes, :

« L'Assemblée générale […] notant que le 27 janvier a été désigné par l'Organisation des Nations Unies Journée internationale de commémoration en mémoire des victimes de la Shoah,
1. Condamne sans réserve tout déni de la Shoah ;
2. Engage vivement tous les États Membres à rejeter sans réserve tout déni de la Shoah en tant qu'événement historique, que ce déni soit total ou partiel, ou toute activité menée en ce sens. »

### En Belgique
En Belgique, le déni public de la Shoah constitue une infraction pénale en vertu de la loi du 23 mars 1995. La violation de cette loi est passible d'une peine d'emprisonnement pouvant aller jusqu'à un an et d'une amende pouvant aller jusqu'à 2 500 euros.

#### Négationnistes belges condamnés
Siegfried Verbeke, écrivain belge négationniste, a été condamné plusieurs fois à des peines de prison pour ses écrits. En 1990, en 1998 et en 2004, sur base de la loi de 1995, il est condamné pour « contestation de génocide des Juifs durant la Seconde Guerre mondiale » à un an de prison ferme et 2 500 euros d'amende. En 2008, avec Vincent Reynouard, il a été condamné à un an de prison ferme.
En juin 2015, l'ancien député belge, Laurent Louis est condamné à six mois de détention avec sursis et à payer une amende de 18 000 euros pour avoir minimisé le génocide juif. Il obtient en appel une suspension du prononcé de la condamnation conditionnée à la visite de cinq camps de concentration nazis au cours des cinq années à venir et à l'obligation de faire publiquement écho de ses visites.

### En Allemagne

#### Historique
En Allemagne, où le génocide nazi est devenu un thème particulièrement sensible de la mémoire nationale, les partis d'extrême-droite manifestent leur négationnisme (Holocaust-Leugnung) ou leur révisionnisme (Revisionismus) de plusieurs façons :
- Le NPD refuse de participer aux commémorations des crimes nazis (par exemple la minute de silence observée par le parlement de Saxe le 21 janvier 2005) et fustige la « culture de la culpabilité » de la République fédérale. Il préfère insister sur les « victimes allemandes » dont il exagère volontiers le nombre[réf. nécessaire], comme celles du bombardement de Dresde, lequel est qualifié par les milieux d'extrême-droite de Bomben-Holocaust.
- La DVU invitait régulièrement des négationnistes comme Arthur Butz ou David Irving à s'exprimer dans ses rassemblements ou dans les colonnes du Deutsche National-Zeitung.

#### Quelques négationnistes importants en Allemagne
- Otto-Ernst Remer (1912-1997). Pendant la guerre, il dirige la répression contre les instigateurs de l'attentat contre Hitler du 20 juillet 1944. Associé à l'organisation de colloques de l'Institute for Historical Review (IHR) et de la conférence Wahrheit macht frei en 1990, il s'exprime à plusieurs reprises dans les conférences organisées par Thies Christophersen. Il est notamment l'auteur des Remer-Depesche, dans lesquelles il remet en cause le nombre de morts au camp d'Auschwitz et l'existence de chambres à gaz. Il a été condamné plusieurs fois pour incitation à la haine raciale et pour négationnisme et évite la prison en s'exilant en Espagne en 1994. Il a aussi été l'un des créateurs du SRP, successeur du parti nazi interdit en 1952.
- Germar Rudolf (né en 1964)
- Thies Christophersen (1918-1997)
- Ernst Zündel (né en 1939)
- Horst Mahler (né en 1936)
- Sylvia Stolz (née en 1963)
- Ursula Haverbeck (née en 1928)
- Gudrun Burwitz (née en 1929)

### En Espagne et en Amérique latine
Selon le politologue Jean-Yves Camus, « le négationnisme de langue espagnole […] est un rameau tardif du négationnisme en général ». Il s'agit d'un « négationnisme empruntant souvent à la fois au néonazisme et au catholicisme intégriste dans ses préjugés antisémites, lesquels sont des déclinaisons de l'antijudaïsme religieux et de la théorie du complot ». Sa « seconde spécificité est que, l'Espagne étant restée neutre pendant la Seconde Guerre mondiale, et l'Amérique Latine n'ayant que très marginalement participé au conflit, le négationnisme qui s'y exprime n'est pas, comme en Allemagne ou dans les pays qui ont collaboré avec le nazisme, une manière de s'absoudre des crimes du nazisme ».

#### Quelques négationnistes hispanophones importants
- Les Espagnols Enrique Aynat (auteur de El holocausto al debate, respuesta a Cesar Vida et de Los protocolos de Auschwitz, una fuente historica ?) et Joaquin Bochaca (auteur de El Mito de los seis milliones).
- Les Argentins Norberto Ceresole (auteur, entre autres, de El Nacional-judaísmo : un mesianismo post-sionista, préfacé par Roger Garaudy) et Walter Beveraggi Allende (auteur de Plan Andinia, el nuevo estado judio (1971).
- Le Mexicain Salvador Borrego (auteur de Derrota Mundial).
- Le Chilien Miguel Serrano (auteur de Adolf Hitler, el último avatár).

#### Maisons d'édition, revues et sites web négationnistes hispanophones
- Les éditions Garcia Hispan et Libreria Europa.
- Les revues espagnoles Juanperez (issue de milieux phalangistes radicaux et qui donnera naissance, en 1966, au mouvement néonazi Círculo Español de Amigos de Europa CEDADE auquel a participé le Belge Léon Degrelle), Mundo NS et Bajo la Tirania ; la revue mexicaine La Hoja de Combate.
- Les sites web espagnols España Roja[38], et Nuevo Orden[39] ; le site web Conspirando contra el Nuevo Orden Mundial[40].

### Aux États-Unis
L'une des institutions négationnistes les plus actives est l'Institute for Historical Review (IHR), créé en 1979 en Californie. Dirigé par Mark Weber, il publie depuis 1980 une revue, le Journal of Historical Review (en), et organise des conférences auxquelles a souvent participé Robert Faurisson.
Le chef de file du négationnisme aux États-Unis est Arthur Butz, auteur de The Hoax of the Twentieth Century. A Case against the Presumed Extermination of European Jewry (en français « L'imposture du XXe siècle ») publié en 1976 par l'IHR. Ce livre reste l'une des principales références des négationnistes. Selon Butz, « la plus simple des bonnes raisons d'être sceptique au sujet de l'allégation d'une extermination est aussi la raison la plus simple à concevoir : à la fin de la guerre, ils étaient toujours là ». Il prétend que les victimes des crimes nazis ont été à tort portées disparues et que les chiffres fantaisistes qu'on trouve dans le Talmud prouvent que les Juifs ont une propension à sortir des chiffres imaginaires. Un autre négationniste américain particulièrement actif est Austin J. App qui prétendit démontrer que les victimes juives du nazisme avaient été persécutées non pour leur judéité, mais parce qu'elles menaient des activités subversives contre le régime.
C'est depuis la Californie aussi qu'une immense quantité de tracts, brochures, pamphlets, pseudo-études sont diffusés à travers le monde, au point que Pierre Vidal-Naquet évoque une « Internationale révisionniste qui accueille et redistribue toute cette littérature » qui permit la traduction et la diffusion très large des textes. Ce recyclage des mêmes thèses a pour effet que la littérature négationniste, malgré un nombre imposant d'ouvrages, est finalement très pauvre, ne faisant que répéter à l'envi les mêmes distorsions. Cette auto-alimentation a aussi pour conséquence que les négationnistes américains accordent une place de choix à des personnalités aussi prolixes que Robert Faurisson[réf. nécessaire].
Un autre pôle du négationnisme nord-américain était, jusqu'à sa disparition en 2002, le Liberty Lobby (en), basé aussi en Californie et ayant à sa tête Willis Carto. Ce groupe combinait antisémitisme, antisionisme et racisme anti-Noirs. Ce lobby éditait entre autres l'hebdomadaire Spotlight. Des ouvertures ont été tentées, sans succès, vers la communauté allemande des États-Unis et vers le mouvement libertaire.
Les négationnistes américains se sont donné beaucoup de peine pour asseoir une pseudo-légitimité académique. Ils organisent des colloques, en général à Los Angeles, ont acheté le catalogue d'adresses des membres de la Société américaine d'histoire pour leur proposer leurs publications, mais n'ont finalement, à quelques exceptions près, pas séduit le milieu universitaire, où les écrits d'A. Butz sont ignorés.
Dans un cas resté célèbre, l'IHR avait organisé un concours, promettant une récompense de 50 000 dollars à celui qui prouverait l'existence des chambres à gaz. Un Américain, M. Mermelstein, qui avait vu une partie de sa famille disparaître à Auschwitz releva le défi, mais il lui fut répondu que ses preuves étaient insuffisantes et l'IHR refusa de lui donner sa prime. Le participant déposa plainte devant la justice californienne. Une procédure de médiation fut organisée à Los Angeles, au terme de laquelle l'IHR dut présenter ses excuses et le candidat reçut son prix.

### Au Royaume-Uni

#### David Irving

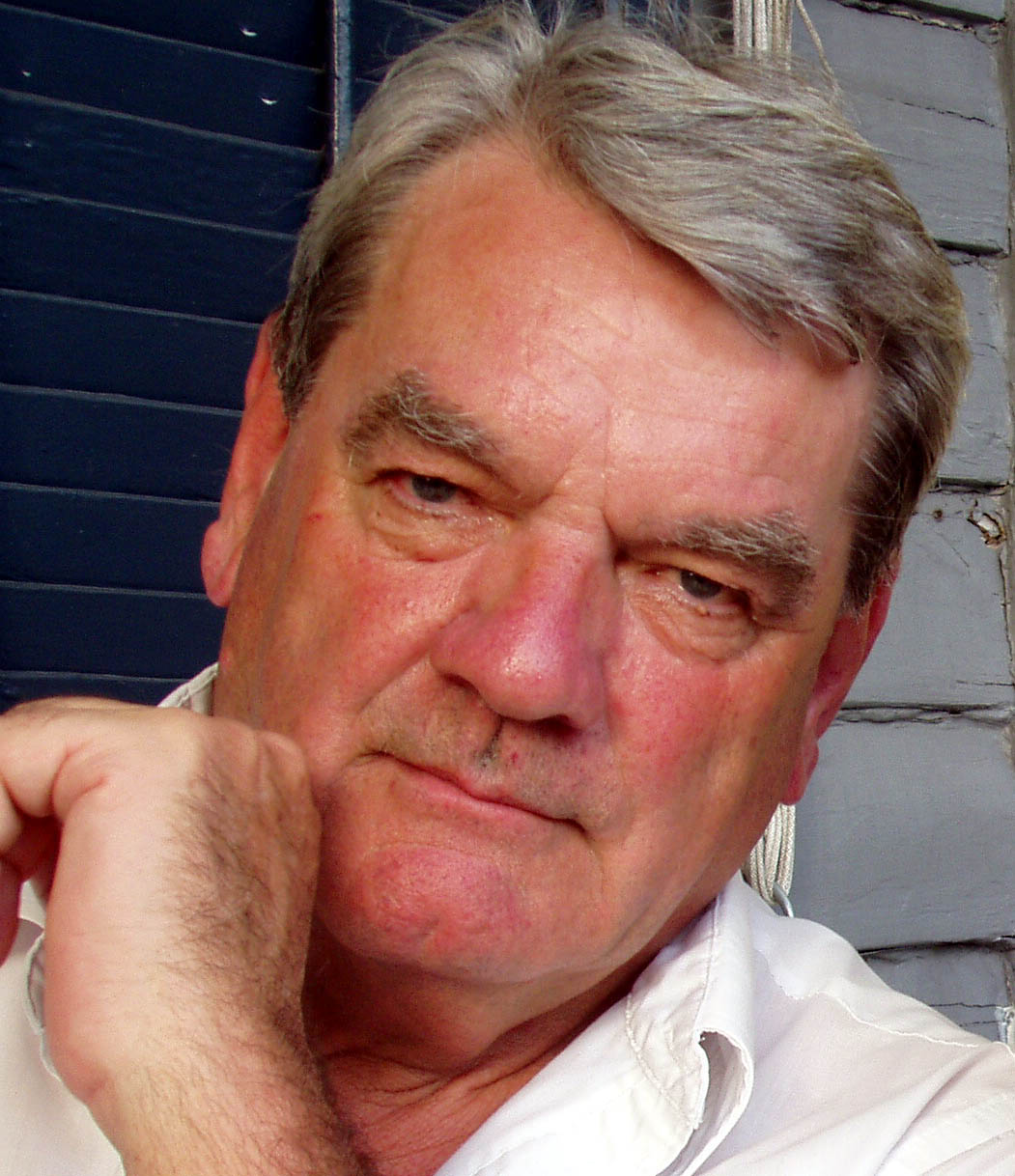
David Irving en 2003.

Le Britannique David Irving, auteur depuis les années 1960 de nombreux livres d'histoire à succès sur la Seconde Guerre mondiale et l'Allemagne nazie, adhère au négationnisme durant les années 1980. Après avoir commencé par affirmer qu'Hitler ignorait tout du génocide juif, il en arrive à contester ouvertement la réalité de l'extermination.
En 1996, il attaque devant la justice britannique l'historienne américaine Deborah Lipstadt, à qui il reproche de l'avoir diffamé en le traitant de « négationniste » (Holocaust denier). Il perd son procès, ce qui achève de détruire sa réputation et le cantonne à l'autoédition confidentielle. Dans son arrêt rendu le 11 avril 2000, le juge déclare que David Irving a, « pour des motifs idéologiques qui lui sont propres, falsifié et manipulé les données historiques de manière persistante et délibérée », de sorte que les propos tenus sur lui par Deborah Lipstadt sont justifiés. Le juge écrit par ailleurs dans son arrêt que David Irving est « activement engagé dans la négation de l'Holocauste », qu'il est « antisémite et raciste », et qu'il « s'est associé à des extrémistes de droite qui propagent le néo-nazisme ». Sa plainte est donc rejetée, et il est condamné aux dépens.
David Irving a semblé revenir sur ses thèses lors d'un procès qui lui a été intenté fin février 2005 en Autriche, où il s'était rendu pour donner une conférence devant quelques-uns de ses partisans malgré les poursuites antérieures dont il était l'objet de la part de la justice autrichienne. Affirmant n'avoir plus aucun doute sur l'Holocauste et plaidant coupable de ses écrits passés, il a toutefois été condamné à trois ans de prison ferme, le juge autrichien exprimant son scepticisme quant à la sincérité de sa rétractation. De fait, dès le lendemain du procès, David Irving tenait à nouveau des propos négationnistes. En décembre 2006, une cour d'appel commua les deux tiers de sa peine en période de probation, ce qui lui permit de sortir immédiatement de prison. Expulsé d'Autriche, David Irving revint au Royaume-Uni où il reprit ses activités éditoriales et négationnistes.[réf. nécessaire]

### Dans les pays arabo-musulmans
Robert Satloff écrit dans le Washington Post qu'« une institution respectée spécialisée dans la recherche sur l'Holocauste a récemment rapporté que l'Égypte, le Qatar et l'Arabie saoudite encouragent tous la négation de la Shoah et protègent les négationnistes de l'Holocauste. En 2005, le chef de file des Frères musulmans égyptiens, Mohammed Mahdi Akef, a dénoncé ce qu'il appelle « le mythe de l'Holocauste » et a apporté son soutien aux thèses négationnistes du président iranien Mahmoud Ahmadinejad sur l'Holocauste.
Pour le politologue Jean-Yves Camus, c'est « le monde arabo-musulman qui, en 2006, constitue la principale aire de déploiement du discours négationniste, où celui-ci est devenu vulgate officielle de […] forces clérico-politiques importantes ».

#### En Égypte
En 1964, le président égyptien Gamal Abdel Nasser déclarait dans la Deutsche Nationalzeitung, un journal allemand d'extrême droite : « Personne ne prend au sérieux le mensonge des 6 millions de juifs assassinés ».
En 1988, Roger Garaudy, auteur du livre négationniste Les Mythes fondateurs de la politique israélienne, a été décoré de la médaille de la prédication islamique par Farouk Hosni, ministre de la culture égyptien. Il a été salué à son arrivée en Égypte comme un « héros », un « nouveau Voltaire ». Mais le soutien à Garaudy ne se limite pas au monde politique égyptien. Un grand écrivain égyptien, Mohamed Salmawy, élu président de l'Union des écrivains arabes en 2006, a pris la défense de négationnistes reconnus (et condamnés) comme Roger Garaudy ou l'anglais David Irving, au nom de la liberté d'expression.
Le livre de Garaudy va avoir un grand retentissement dans les pays arabes et connaître un grand succès.
Selon Robert S. Wistrich, professeur d'histoire européenne et juive à l'Université hébraïque de Jérusalem, cette « tendance croissante dans le monde arabe, à croire que les Juifs ont consciemment inventé le "mensonge d'Auschwitz", le "canular" de leur propre extermination, dans le cadre d'un véritable plan diabolique visant à accéder à la domination du monde » est liée à un antisionisme radical pour lequel « l'un des attraits de la négation de la Shoah réside […] dans le fait qu'elle ébranle radicalement les fondements moraux de l'État d'Israël ».

#### En Palestine

##### Autorité palestinienne
Les trois arguments les plus courants niant l'historicité de l'Holocauste sont les suivants : « ce n'est jamais arrivé ; cela a été grandement exagéré ; les Juifs le méritaient de toute façon, certains reprochent à Adolf Hitler de ne pas avoir "terminé le travail" ».
Des responsables palestiniens de Cisjordanie ont dissous un orchestre pour enfants et banni son chef d'orchestre en mars 2009 après qu'ils eurent joué pour des personnes âgées survivantes de l'Holocauste,,. En août de cette même année, les responsables palestiniens à Gaza ont réagi avec colère contre des responsables des services éducatifs de l'ONU qui avaient suggéré qu'il fallait enseigner la Shoah dans les écoles sous contrôle de l'ONU.
Le député israélien Mohammad Barakeh qui a assisté à une cérémonie commémorative de l'Holocauste à Auschwitz dans le cadre d'une délégation de politiciens israéliens, a été vivement condamné pour cette participation par la communauté arabe.

##### Mahmoud Abbas
Mahmoud Abbas, cofondateur du Fatah et président de l'Autorité palestinienne, rédige lors de ses études à Moscou une thèse controversée sur le sionisme, La Relation secrète entre les nazis et les dirigeants du Mouvement sioniste, qu'il publie en 1984 sous le titre L'Autre coté, et dans laquelle il affirme que certains membres du mouvement sioniste et les nazis ont été en contact durant la Seconde Guerre mondiale, dans le but de faire le plus de victimes juives possibles pour convaincre la communauté internationale de créer l'État d'Israël,. Selon une traduction réalisée par le Centre Simon-Wiesenthal, Abbas remettrait également en question le nombre de victimes et la réalité des chambres à gaz citant une « étude scientifique » du négationniste français Robert Faurisson. En mai 2003, dans le cadre d'une interview accordée au journal Haaretz, Abbas réfute les accusations de négationnisme sur sa personne et précise son point de vue sur cette affaire.

##### Hamas
Les dirigeants du Hamas encouragent et promeuvent la négation de l'Holocauste : Abdel Aziz al-Rantissi a estimé que « l'Holocauste n'a "jamais eu lieu", que les "sionistes" étaient derrière l'action des nazis, et que "les sionistes" ont financé le nazisme ». Dans un communiqué de presse, le Hamas a dénoncé « le prétendu holocauste, qui est une histoire inventée et sans aucun fondement ». En août 2009, le Hamas a refusé de permettre aux enfants palestiniens d'étudier l'Holocauste, qui leur est présenté comme « un mensonge "inventé par les sionistes" ». Le Hamas a qualifié l'enseignement de l'Holocauste comme étant « un crime de guerre ».
Le chef politique du Hamas Khaled Mechaal a déclaré que les remarques négationnistes de Mahmoud Ahmadinejad étaient « courageuses » et que « les musulmans soutiennent l'Iran parce qu'il exprime à haute voix ce qu'ils ont dans leurs cœurs, le peuple palestinien en particulier ».

#### EnIran
L'ancien président iranien Mahmoud Ahmadinejad a plusieurs fois remis en question la réalité de la Shoah. Selon lui, le « mythe » a été créé par les Occidentaux pour apporter un prétexte à la création de l'État d'Israël.
En 2006, en réponse à la publication des caricatures danoises de Mahomet, le journal Hamshahiri (journal le plus vendu en Iran) et la Maison iranienne du dessin d'humour lancent un « concours international de caricatures de l'Holocauste ». 200 dessins de candidats sont ainsi exposés au public au Musée palestinien d'Art contemporain à Téhéran. Selon le journal The Guardian, le directeur de la Maison du dessin d'humour, Massoud Shojai Tabatabai, affirme que « son but est de contester le deux poids, deux mesures que les Occidentaux appliquent en matière de liberté d'expression, et qui interdit de débattre ouvertement de l'authenticité de l'Holocauste ». En janvier 2015, en protestation contre les dessins de Charlie Hebdo, la Maison iranienne du dessin d'humour lance la seconde édition du « concours international de caricatures de l'Holocauste » avec pour thème explicite la négation de la Shoah,, dont le premier prix a été remporté par le dessinateur français Zéon.